# ベティ稲田
ベティ稲田 (ベティ いなだ、1913年11月10日 - 2001年11月14日) は、アメリカ合衆国出身のジャズ/ハワイアン歌手、女優。

## 人物・経歴[1]
1913年11月10日、アメリカ合衆国カリフォルニア州サクラメントにて、日系2世として生まれる。本名は稲田文子。
母が三味線や日本舞踊を嗜んでいたこともあり、幼い頃から歌や踊りに親しんでいた。
1933年6月9日、当時19歳の稲田は日本語をほとんど話せなかったものの、前年に日本に渡っていた友人の川畑文子の後を追う形で来日。
東京のジャズ・クラブで活動を開始。大胆な踊りを交えたパフォーマンスは、たちまち話題になった。
1934年2月、ポリドールから「闇夜に口笛吹いて」でデビュー。翌月より日本コロムビア専属となる。
ジャズ・シンガーとしての活動の傍ら、1934年に『踊り子日記』で映画デビュー。後に『満月城の歌合戦』、『舗道の囁き』といった作品にも出演。
1940年、ディック・ミネの紹介でテイチクに移籍。ミネとはチームを結成し、日本国内でのツアーはもちろんのこと、満州や樺太への慰問にも同行した。
戦後はバッキー白片のバックアップにより、ジャズからハワイアンに軸足を移す。
1958年1月28日、アメリカに帰国した稲田は、10歳年下のセシル・シルヴァと結婚。ハンバーガー・スタンドや写真館を経営し、稲田が亡くなるまで連れ添っている。
その後、1979年と1991年の2度にわたって来日。
2001年11月14日、カリフォルニア州テンプルにて死去。88歳没。

## ディスコグラフィー

### SP
- ベティ・イナダ / 闇夜に口笛吹いて c/w バイバイ・ブルース (ポリドール 2022、1934.02)
- ベティ稲田 / 島の歌 c/w 淡谷のり子 / 戀の月 (日本コロムビア 27748、1934.03)
- ベティ稲田 / 誰かあなたを c/w 山の彼方に (日本コロムビア 27750、1934.03)
- ベティ稲田 / 麗しのミス・ニッポン c/w 中野忠晴 / 輝く近代日本の歌 (日本コロムビア 27753、1934.03)
- ベティ稲田 / 愛のひめごと c/w 貴方とならば (日本コロムビア 27771、1934.04)
- ベティ稲田 / ホーハム c/w リキー宮川 / 金のグラス (日本コロムビア 28031、1934.09)
- 中野忠晴 / 僕の戀人 c/w ベティ稲田 / 君なき日 (日本コロムビア 28083、1934.10)
- ベティ稲田 / ラ・クカラチャ c/w 夢うつつ (日本コロムビア 28234、1935.02)
- ベティ稲田 / マルタ c/w マニヒニ・メリ (日本コロムビア 28327、1935.04)
- ベティ稲田 / 懐かしのホノルル c/w 恋の占ひ (日本コロムビア 28360、1935.06。バックは、A面がモアナ・グリー・クラブ、B面がコロムビア・ナカノ・リズム・ボーイズ)
- ベティ稲田 / すみれ咲く丘 c/w ブルー・ハワイ (日本コロムビア 28410、1935.07)
- ベティ稲田 / いつまでもネ c/w 戀の靑空 (日本コロムビア 28494、1935.09)
- ベティ稲田 / 愛の信號 c/w ハッピー・デーズ (日本コロムビア 28580、1935.10)
- ベティ稲田 / ウクレレ・ベビー c/w ハワイの唄 (日本コロムビア 28615、1935.11)
- ベティ稲田・淡谷のり子 / 愛のセレナーデ c/w ベティ稲田とリズム・シスターズ / おてんば娘 (日本コロムビア 28663、1936.01)
- ベティ稲田 / 夢の島よ c/w 宮川はるみ / 悲しきプレリウド (日本コロムビア 28760、1936.02)
- ベティ稲田 / 峠の我が家 c/w ヘンリー長谷 / ジプシーの喫茶店 (日本コロムビア 28782、1936.04)
- リキー宮川とコロムビア・ナカノ・リズム・ボーイズ / ボンヂリ c/w ベティ稲田 / 星の夜に (日本コロムビア 28882、1936.06)
- ベティ稲田・リキー宮川 / 舗道の薔薇 c/w ベティ稲田 / 心で泣いて (日本コロムビア 28888、1936.07)
- ベティ稲田 / 故郷戀しや c/w 岡本八重子 / アリババ (日本コロムビア 29012、1936.08)
- ベティ稲田 / あなたのままよ c/w リキー宮川 / 忘れないでね (日本コロムビア 29082、1936.11)
- ベティ稲田 / 夕陽に赤い帆 c/w 中野忠晴・淡谷のり子 / 二人のシャンソン (日本コロムビア 29142、1937.01)
- ベティ稲田 / 酒の唄 c/w コロムビア・ヒロ・カレッヂアンズ / 唄え帰れよ (日本コロムビア 29389、1937.06)
- 淡谷のり子 / カミニト c/w ベティ稲田 / 月光と影 (日本コロムビア 29526、1937.12)
- ベティ稲田 / バナメニア c/w リキー宮川 / 若い僕等 (日本コロムビア 29566、1937.12)
- ベティ稲田 / 樂しいブルー・ハワイ c/w 由利あけみ / 月影の丘 (日本コロムビア 29699、1938.04)
- ベティ稲田 / 海に照る月 c/w 二葉あき子、リズム・シスターズ / みどりの夢 (日本コロムビア 29820、1938.08)
- 淡谷のり子 / ミネトンカの湖畔 c/w ベティ稲田 / あなたと歩けば (日本コロムビア 29886、1938.09)
- 淡谷のり子 / オ－ルド・ジプシ－ c/w ベティ稲田 / 散りゆく花 (日本コロムビア 30165、1939.03)
- ベティ稲田 / 春と娘 c/w ディック・ミネ / 月夜の幻想 (テイチク T-3003、1940.05)
- ベティ稲田 / チューチューチュー c/w マリヒニ・メレ (テイチク 492、1947。バックはバッキー白片樂團)
- ディック・ミネ / 或る日曜日の朝 c/w ベティ稲田 / ベンガワンソロ (テイチク 562、1948.07。バックはバッキー白片とアロハ・ハワイアンズ)
- ベティ稲田 / ラテン・ブラン c/w ディック・ミネ / 踊る今宵 (テイチク 571、1948.08。バックはバッキー白片とアロハ・ハワイアンズ)
- ベティ稲田 / 夢誘うハワイ c/w さすらい (テイチク 657、1949.03。バックはバッキー白片とアロハ・ハワイアンズ)
- ディック・ミネ / チェリー・コンガ c/w ベティ稲田 / ベリー・ハッピー (テイチク 682、1949.04。バックはバッキー白片とアロハ・ハワイアンズ)
- ベティ稲田 / カム・ツウ・ハワイ c/w ディック・ミネ / ホノルル娘 (テイチク 684、1949.04。バックはバッキー白片とアロハ・ハワイアンズ)
- ベティ稲田 / 君と手を組み c/w ディックミネ c/w 常夏の乙女 (テイチク 701、1949.07)
- ディック・ミネ / 薔薇は涙か c/w ベティ稲田 / 君のさゝやき (テイチク 725、1949.09)
- ディック・ミネ / 夢呼ぶ調べ c/w 私は気ままもの (テイチク 744、1949.09)
- ディック・ミネ / 愉快なリズム c/w ベティ稲田 / ハワイの戀唄 (テイチク 758、1949.10。B面のバックはバッキー白片とアロハ・ハワイアンズ)
- ベティ稲田 / 夢のワルツ c/w ディック・ミネ / ユー・エンド・ミー (テイチク 792、1950.01)
- ディック・ミネ / 銀座パンチョー c/w ベティ稲田 / アロハ・ブギウギ (テイチク 848、1950.02。B面のバックはバッキー白片とアロハ・ハワイアンズ)
- ベティ稲田 / ベンガワン・ソロ c/w ディック・ミネ / 上海リル (テイチク 851、1950.02。A面のバックはバッキー白片とアロハ・ハワイアンズ)
- ディック・ミネ / 牧場の月 c/w ベティ稲田 / 二人の春 (テイチク C-3034、1950.04。バックはバッキー白片とアロハ・ハワイアンズ)
- ベティ稲田 / 霧の港の別れ c/w ディック・ミネ / 悲しきティタイム (テイチク C-3055、1950.06)
- ベティ稲田 / チューチューチュー c/w マリヒニ・メレ (テイチク C-3070、1950.09。バックはバッキー白片とアロハ・ハワイアンズ)
- 淡谷のり子 / 三日月仄かに c/w ベティ稲田 / 恋のサンパギータ (テイチク C-3078、1950.09)
- ベティ稲田 / 恋のドレミファ c/w ソフトとパラソル (テイチク C-3083、1950.09。バックはバッキー白片とアロハ・ハワイアンズ)
- ベティ稲田 / おゝワンダフル c/w ディック・ミネ / 想い出の丘 (テイチク C-3097、1950.10。バックはバッキー白片とアロハ・ハワイアンズ)
- ベティ稲田 / 貴方は嘘つき c/w ディック・ミネ / お姫様と盗賊 (テイチク C-3113、1950.12)
- ベティ稲田 / 私は待って居る c/w ディック・ミネ / 淡き夢  (テイチク C-3123、1951.01)
- ベティ稲田 / ルムバ祭り c/w ディック・ミネ / 或る日曜の午後 (テイチク C-3165、1951.04)
- ベティ稲田 / テキサスの恋唄 c/w ディック・ミネ / テキサス・ボーイ (テイチク C-3196、1951.06)
- ベティ稲田 / 谷間の彼方 c/w ディック・ミネ / わかれ月夜 (テイチク C-3309、1952.04。A面のバックはバッキー白片とアロハ・ハワイアンズ)
- ベティ稲田 / フラは楽し c/w ディック・ミネ / 君を抱きて (テイチク C-7032。バックはバッキー白片とアロハ・ハワイアンズ)

### LP
- V.A. / SP原盤による日本ジャズ・ポピュラーの歩み (テイチク SL-511/3、1976)
- V.A. / ジャズ・ポピュラー・ボーカル傑作集 (テイチク BH-1550/1、1983)
- V.A. / オリジナルSP盤による日本のジャズソング (日本コロムビア AZ-7130/6)

## 映画
- 踊り子日記 (PCL、1934.03.15)
- 舗道の囁き (加賀プロダクション、1936)
- 満月城の歌合戦 (松竹、1946.12.31)